# Infermiera di notte (personaggio)
Infermiera di notte (Night Nurse) è il nome di quattro personaggi dei fumetti pubblicati dalla Marvel Comics, sebbene due abbiano etichette differenti:
- Linda Jane Carter, creata da Stan Lee (testi) e Al Hartley (disegni), apparsa per la prima volta in Linda Carter, Student Nurse (Vol. 1[1]) n. 1 (settembre 1961), edito da Atlas Comics (antesignana della Marvel Comics). Come "Infermiera di notte" è esordita ad opera di Jean Thomas (testi) e Winslow Mortimer (disegni) in Night Nurse (Vol. 1[1]) n. 1 (novembre 1972).
- Georgia Jenkins e Christine Palmer, create da Jean Thomas (testi) e Winslow Mortimer (disegni) sono apparse in Night Nurse (Vol. 1[1]) n. 1 (novembre 1972).
- Linda Carter, creata da Brian Michael Bendis (testi) e Alex Maleev (disegni), apparsa per la prima volta in Daredevil (Vol. 2[1]) n. 58 (maggio 2004).

Nonostante il nome e il ruolo, non esiste alcuna correlazione nota tra i due personaggi chiamati Linda Carter.

## Storia editoriale
l'Infermiera di notte è stata introdotta come parte di un trio di personaggi Marvel Comics rivolto a un pubblico femminile, assieme alla Donna Gatto e a Shanna la diavolessa, stando a un'intervista concessa da Roy Thomas: «[Stan Lee] ha avuto l'idea, e credo i nomi, di tutte e tre. Voleva realizzare alcune testate che avessero un'attrattiva speciale per le ragazze. Eravamo sempre alla ricerca di modi per espandere il nostro franchising. La mia idea... era di provare ad avere donne che scrivessero di loro».
La testata Night Nurse è durata quattro numeri (novembre 1972-maggio 1973) tutti sceneggiati dalla prima moglie di Roy Thomas, Jean, e disegnati da Winslow Mortimer, contraddistinguendosi per la totale assenza di elementi fantascientifici o supereroistici in favore di una narrazione in stile medical drama-romantico sulle vicende di Linda Jane Carter, Georgia Jenkins e Christine Palmer, tre coinquiline impiegate al fittizio Metropolitan General Hospital di New York come infermiere del turno di notte fatta eccezione per l'ultimo numero, che vede invece protagonista una sola delle tre, Palmer, in un'avventura dalle atmosfere gotiche ambientata all'interno di una magione spettrale. In merito alla chiusura della serie Jean Thomas ha dichiarato, durante un'intervista del 2010: «Night Nurse era un tentativo di creare un fumetto per lo stesso pubblico di ragazzine che leggono serie di libri come Cherry Ames, Sue Barton e Nancy Drew. Forse il formato a fumetti semplicemente non riscuote successo in quel gruppo. Può essere stato difficile anche per la distribuzione o la visualizzazione: troppo serio per stare con i fumetti romantici ma con un'azione non abbastanza orientata sul maschile per stare coi fumetti di supereroi, quindi le poche vendite hanno portato alla cancellazione».
Tra settembre 1961 e gennaio 1963, la Atlas Comics, antesignana della Marvel, ha inoltre pubblicato la serie Linda Carter, Student Nurse durata nove albi con protagonista proprio Linda Jane Carter, personaggio poi ripreso per Night Nurse. Nel maggio 2004, circa 31 anni dopo la fine della testata, sulle pagine di Daredevil (Vol. 2) n. 58, compare un'altra Infermiera di notte chiamata Linda Carter che, nonostante nome e ruolo, non ha alcun collegamento col personaggio apparso in precedenza.
A settembre dello stesso anno, sul primo numero del terzo volume di Nightcrawler, lo sceneggiatore Roberto Aguirre-Sacasa, grande fan della serie Night Nurse fa ricomparire Christine Palmer determinando così che le avventure delle tre infermiere si sono svolte nella continuity dell'Universo Marvel nonostante non fossero presenti elementi di connessione con esso in nessuno dei quattro albi di Night Nurse, ristampati a luglio 2015 in un volume antologico.

## Biografia dei personaggi

### Linda Jane Carter
Linda Jane Carter è nata ad Allentown, New York, figlia di uno stimato medico, una volta adulta decide di diventare infermiera e, dopo un lungo praticantato, viene assunta al Metro General Hospital svolgendo il turno di notte assieme alle coinquiline Georgia Jenkins e Christine Palmer con cui fa presto amicizia. Dopo essere stata assegnata alle cure del ricco uomo d'affari Marshall Michaels, Linda se ne innamora ed inizia una relazione con lui ma, quando l'uomo le chiede di scegliere tra diventare sua moglie o continuare il suo lavoro, essa, non volendo rinunciare di fare l'infermiera, pone fine al loro rapporto. Nonostante il carattere in apparenza fragile, Linda dà successivamente prova di possedere grandi doti pragmatiche ed investigative, contribuendo a smascherare un chirurgo incompetente e ad impedire ad un sicario di uccidere un suo paziente. Contemporaneamente inizia inoltre una storia d'amore col giovane dottor Jack Tryon.

### Georgia Jenkins
Georgia "Georgie" Jenkins è una ragazza afroamericana nativa di Harlem, New York, che quando non lavora come infermiera al Metro General Hospital, fornisce assistenza medica gratuita alla popolazione del suo quartiere. Dopo aver scoperto che suo fratello maggiore Ben è stato convinto da un malvivente locale a far esplodere il generatore dell'ospedale, Georgia riesce a farlo desistere tuttavia, nonostante consegni il suo complice alla giustizia e venga perfino colpito da un'arma da fuoco per proteggere la sorella e Linda, Ben viene condannato a una pena dai 10 ai 20 anni di carcere. Georgia si trova dunque ad affrontare una profonda rabbia per la durezza della pena inferta al fratello mentre potenti criminali e mafiosi sono lasciati in libertà.

### Christine Palmer
Christine Palmer è nata in una famiglia altolocata del Midwest e, contro la volontà del padre, si trasferisce a New York per rifarsi una vita senza il denaro dei genitori iniziando a lavorare come infermiera al Metro General Hospital insieme alle coinquiline Linda Jane Carter e Georgia Jenkins con cui fa presto amicizia. Quando il padre le fa visita per cercare di convincerla a tornare alla sua vecchia vita minacciandola di chiuderle per sempre la porta in faccia in futuro, Christine prende in considerazione la sua offerta ma, infine, decide di rimanere a New York e diventa l'assistente di sala del dottor William Sutton, con cui ha una breve relazione finché non ne vengono smascherate l'incompetenza medica e le attività criminali. Segnata dall'esperienza, Christine lascia New York e le amiche recandosi a Boston, dove trova lavoro come infermiera privata per un giovane paraplegico in una lugubre residenza signorile ma, pochi giorni dopo, scopre che il suo paziente si finge paralizzato per coprire la sua attività di narcotrafficante.
Christine fa successivamente ritorno al Metro General Hospital, dove incontra Tempesta, Wolverine e Nightcrawler, che accompagna in varie avventure nel corso delle quali i due sviluppano forti sentimenti l'uno per l'altra sebbene, infine, decidano di rimanere solo amici e la ragazza torni brevemente a vivere da sua madre a Tucson, Arizona per poi riprendere a lavorare al Metro General.

### Linda Carter
Linda Carter è nata a New York, dove ha studiato medicina e la sua vita è stata salvata da alcuni supereroi, evento a seguito del quale, per riconoscenza, ha deciso di mettere le sue enormi competenze mediche al loro servizio aprendo nel cuore di Chinatown una clinica clandestina specializzata nel soccorso di supereroi e vigilanti feriti mantenendo il totale riserbo sulla loro identità. Linda, divenuta nota come "Infermiera di notte", ha spesso assistito vigilanti metropolitani come Daredevil, Luke Cage, Pugno d'acciaio o perfino l'Uomo Ragno. Inoltre dopo aver salvato la vita al Dottor Strange e successivamente accompagnato alla ricerca di un elisir per guarire Wong, il suo ambulatorio viene distrutto e il dottore le propone dunque di continuare le sue attività stabilendosi nel Sanctum Sanctorum, proposta che essa accetta iniziando con lui una relazione sentimentale di breve durata.
Nel corso della guerra civile dei superumani, l'Infermiera di notte si schiera con Capitan America e gli eroi contrari all'Atto di Registrazione divenendo in seguito un'alleata del gruppo clandestino dei Nuovi Vendicatori. Dopo l'invasione segreta degli Skrull, l'Infermiera di notte presta cure mediche ad Elektra nonostante sia al corrente della sua reputazione violenta, inoltre fa ricostruire la sua clinica e riprende l'attività di supporto medico clandestino per eroi in costume.

## Altri media

### Animazione
Sebbene non identificato come tale, una versione dell'Infermiera di notte, in cui il suo nome è la dottoressa Gina Atwater, appare nel film d'animazione Dottor Strange - Il mago supremo (2007), doppiata in lingua originale da Susan Spano e in italiano da Deborah Ciccorelli.

### Marvel Cinematic Universe
L'Infermiera di notte compare all'interno del Marvel Cinematic Universe (MCU): interpretata da Rosario Dawson (nelle cinque serie televisive su Netflix) e da Rachel McAdams (nei due film).
- Nelle serie televisive su Netflix, Claire Temple presenta tratti in comune con l'Infermiera di notte[32][33] ed è il personaggio più ricorrente delle varie serie, comparendo in Daredevil (2015),[34] Jessica Jones (2015),[35] Luke Cage (2016),[36] Iron Fist (2017) e The Defenders (2017).
- Christine Palmer compare per la prima volta nel film Doctor Strange (2016).[37][38]
- Christine Palmer (doppiata in originale dalla stessa Rachel McAdams) compare anche nella prima serie animata dell'MCU su Disney+ What If...? (2021).
- In Doctor Strange nel Multiverso della Follia (2022), compare sia la versione originale di Christine nel film precedente che la sua variante di un altro universo alternativo, catalogato come la Terra-838, nelle vesti di una scienziata al servizio degli Illuminati, guidati dal professor Charles Xavier.

### Videogiochi
L'Infermiera di Notte appare come un personaggio sbloccabile nel videogioco per cellulare Marvel Strike Force. In questa versione è armata con una pistola che spara aghi ipodermici.